# Bătălia de pe râul Ciornaia
Bătălia de pe râul Ciornaia (în limba rusă: Сражение у Черной  речки) a fost o bătălie care a avut loc în apropierea malurilor râului Ciornaia pe 16 august 1855, în timpul războiului Crimeii. La lupta au participat trupe ale Imperiului Rus și cele ale aliaților francezi și piemontezi. 
Bătălia a început prin ofensiva rușilor care urmăreau recucerirea Sevastopolului. Două corpuri de armată aflate sub comanda prințului Mihail Gorciakov, (58.000 de soldați), au luptat împotriva franco-piemontezilor comandați de generalului Pélissier (28.000 de soldați).  În ciuda entuziasmului și impetuozității soldaților ruși, atacul s-a dovedit slab pregătit. Se știe că prințul Gorciakov a trimis o notă generalilor săi prin care spunea "Să începem". În vreme ce prințul ordona doar desfășurarea militarilor în formație de luptă, generalii au înțeles că este vorbe de un ordin de atac și au acționat în consecință. Rușii au trebuit să facă fața rezistenței îndârjite a francezilor. Bătălia s-a încheiat cu victoria aliaților franco-piemontezi și a otomanilor.